# المونوفورا
المونوفورا هو نوع من النوافذ ذات الضوء الواحد، عادة ما تكون ضيقة، ومتوجة بقوس، ومزينة بأعمدة أو أعمدة صغيرة.

## نظرة عامة
يشير المصطلح عادةً إلى نوع معين من النوافذ المصممة خلال العصور الرومانية والقوطية وعصر النهضة، وأيضًا خلال القرن التاسع عشر الانتقائية في الهندسة المعمارية  في حالات أخرى، قد يعني المصطلح نافذة مقوسة بفتحة واحدة.